# セマウル勲章
セマウル勲章（セマウルくんしょう、새마을勳章、朝: 새마을훈장）は、大韓民国の勲章。1973年1月25日の賞勲法改正により制定された。

## 授与対象
セマウル勲章は賞勲法第17条2項により、「セマウル運動を通じて国家社会発展に寄与した功績が明確な者」へ授与されることが規定されている。

## 等級
セマウル勲章は5等級からなり、各等級の名称は賞勲法施行令第11条により定められている。
セマウル勲章の下位には賞勲法第26条2項で規定されるセマウル褒章（セマウルほうしょう、새마을褒章、새마을포장）が存在する。
| 等級 | 勲章名                                 | 略綬 |
| ---- | -------------------------------------- | ---- |
| 1等  | セマウル勲章自立章 (새마을훈장 자립장) |      |
| 2等  | セマウル勲章自助章 (새마을훈장 자조장) |      |
| 3等  | セマウル勲章協同章 (새마을훈장 협동장) |      |
| 4等  | セマウル勲章勤勉章 (새마을훈장 근면장) |      |
| 5等  | セマウル勲章努力章 (새마을훈장 노력장) |      |

## 意匠
セマウル勲章の各等級の意匠は賞勲法施行令第13条により定められている。章と綬からなる正章、襟章と略綬のセットが基本で、さらに上位2等級の自立章と自助章には副章が添う。
章飾の意匠は、表面中央の六角形の紅玉板にあしらわれた鐘の図を白く縁取り、そこから赤線が中央を走る六稜の光線が伸びた形状で、正章の章には一対の稲穂の鈕が付く。綬は黄緑地の両端に赤線が入り、努力章から自助章までは細線が1本ずつ増えるが、自立章の大綬は無地（略綬は太線1本）となり、その本数（と太さ）で等級が区別される。
正章はそれぞれ、自立章は右肩から下げて佩用する大綬章、自助・協同各章は喉元に帯びて佩用する中綬章、勤勉・努力各章は左胸に佩用するロゼット付き小綬章である。上位2等級の副章はいずれも左胸に佩用する星章である。また、セマウル褒章は勤勉・努力各章と同じロゼット付き小綬章だが、金属部品は銀色となり、綬は黄緑地の中央に赤線1本が入る。
なお、従来の自立章の女性用章飾は男性用より小さい寸法が規定されていたが、2015年12月31日の賞勲法施行令改正により男性用の寸法に統合された。